# دان ماهوني (صحفي)
دان ماهوني (بالإنجليزية: Dan Mahoney)‏ هو صحفي أمريكي، ولد في 1916، وتوفي في 1999.